# Lennart Wallén
Lennart Sigurdsson Wallén, född 15 oktober 1914 i Hedvig Eleonora församling i Stockholm, död 25 maj 1967 i Kungsholms församling i Stockholm, var en svensk filmklippare, regiassistent och regissör. 
Han arbetade huvudsakligen som regiassistent och filmklippare i nästan 200 filmer, men var också skådespelare och regissör i några filmer.
Wallén var son till skådespelarna Edit och Sigurd Wallén. De är begravda på Skogskyrkogården i Stockholm.

## Filmografi roller
- 1927 – Drottningen av Pellagonien
- 1928 – Janssons frestelse

## Regi
- 1941 – En fattig miljonär
- 1946 – Det glada kalaset
- 1947 – Lata Lena och blåögda Per

## Filmmanus
- 1947 – Lata Lena och blåögda Per

## Producent
- 1946 – Saltstänk och krutgubbar